# Manjakandriana
Manjakandriana est une commune urbaine (kaominina) située dans la province d'Antananarivo, au centre de Madagascar. Elle fait partie du district qui forme l'actuelle région Analamanga. C'est aussi le chef-lieu de District du même nom.

## Géographie
Manjakandriana se situe à 55 km d'Antananarivo, sur la route nationale 2. Elle fait partie intégrante du même ensemble géographique que sont les Hautes Terres de Madagascar.
Du fait que Manjakandriana est la limite orientale des Hautes Terres centrales malgaches, ce district est singularisé par son milieu physique. Dans son ensemble, le district de Manjakandriana est une région montagneuse et rocheuse. Il présente un relief très accidenté formé par des dômes arrondis, de crêtes granitiques. L’altitude de cette région oscille de 800 mètres à 1 875 mètres et a comme point culminant la montagne d’Angavokely (1 875 m). La végétation de cette région est dominée par l'eucalyptus.

## Histoire
Manjakandriana est un village situé sur une colline se trouvant à l'est de l'Imerina. Elle se situe au sud d'Ambohitrandriamanitra où se trouve un tombeau d'un prince Merina, à l'est d'Ampiadianombalahy (lieu où se battent les zébus mâles), où se trouve un fossé où se déroule cette activité sportive, à l'ouest d'Andranomangatsiaka. Le village était appelé auparavant Andriamasinavalona "Analanakondro" (forêt des bananiers) ou "Ambodiakondro" (au pied des bananiers) mais après la visite d'Andrianampoinimerina et de la princesse d'Ankadimanga, Ramiangaly, ce dernier roi nomma le village Manjakandriana (le suzerain règne) parce que les habitants l'ont accepté et ce sont aussi des fiefs de la princesse.

Manjakandriana faisait partie de Vakinifanongoavana au temps d'Andriamasinavalona mais pendant le règne d'Andrianampoinimerina le village change en Vakiniadiana parce qu'à son passage les habitants de Sambaina et d'Ambohimahandry se battent pour la propriété de la rivière Iadiana d'où on a donné le nom du lieu Andranomiady. Analanakondro fait partie aussi de la région d'Antanitsahanosy (cette région commence à Ambohimahandry jusqu'à Anosiarivo) dans l'Avaradrano. Mais la région d'Ankadimanga fait partie d'Antevavala, cette division avait été faite bien avant les deux suzerains.

Le village a encore son "sampy" même jusqu'à aujourd'hui et aussi son "mpanandro" qui se trouve à Amboarakely. Ce sampy était venu des pays des Sakalava mais durant le règne de Ranavalona II (1868 - 1883), il fut brûlé. Durant le règne de cette reine avait aussi été bâti le temple protestant de Manjakandriana qui s'est divisé en 2 à partir des années 1970 : le premier temple s’érigea sur le temple d'Aussila F.K.P.M d'aujourd'hui et le second à côté de l'ancienne place du marché qui est la F.J.K.M Ziona Manjakandriana. L’église catholique a été bâtie en 1970.

## Économie

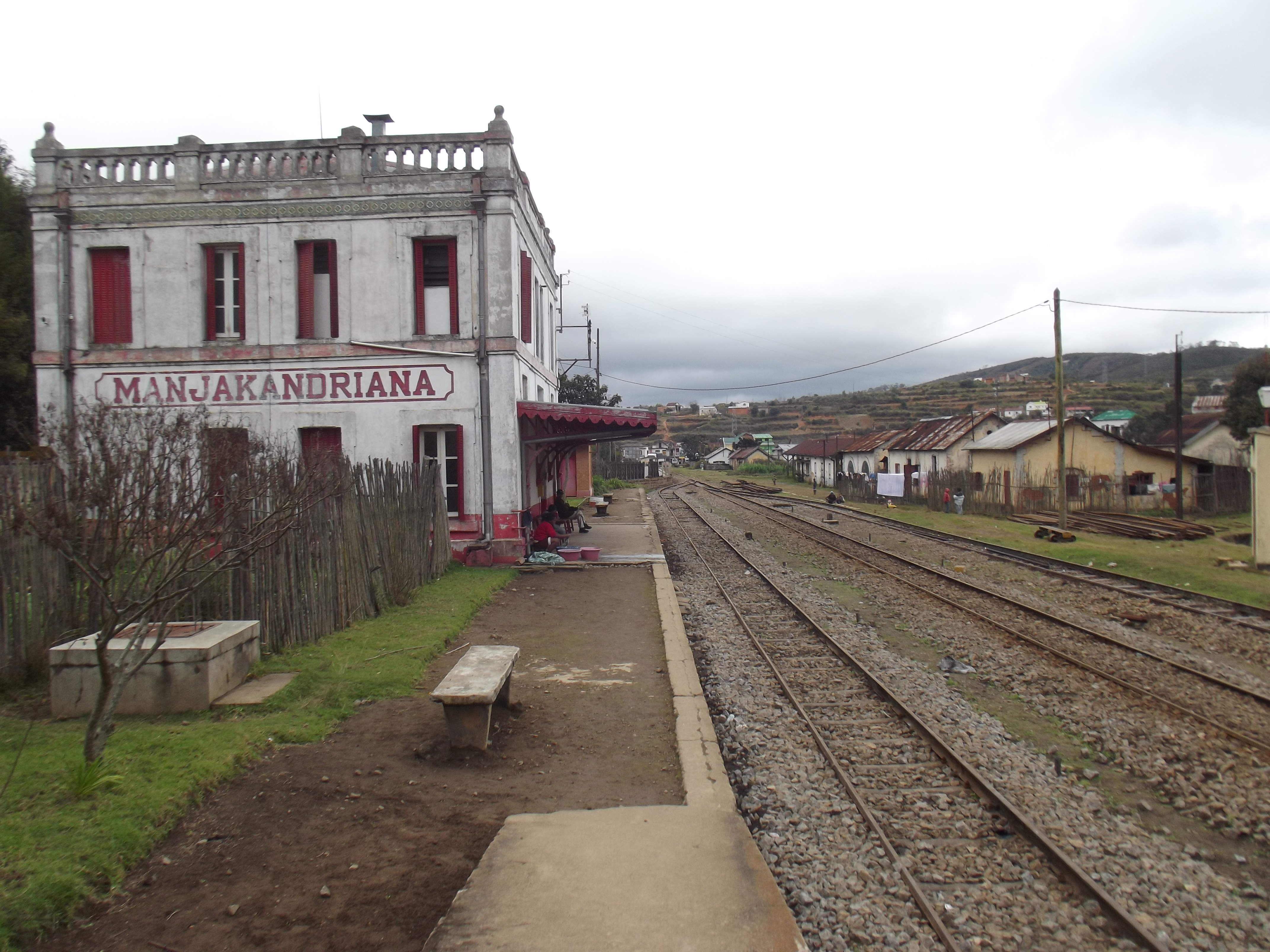
La ville a une station de chemins de fer